# Хор (річка)
Хор (з тунгусо-маньчжурських мов хор, поро «чорт, дідько») — річка в Хабаровському краї Росії, права притока р. Уссурі.
Довжина річки — 453 км, площа басейну — 24 700 км².
Хор бере початок біля поселення Хор і тече по західному схилу хребта Сіхоте-Алінь в глибокій долині.
Основні притоки: Матай, Катен, Кафен, Черенай, Чуї, Сукпай, Кабулі.
Живлення переважно дощове. Влітку — катастрофічні паводки.
Судноплавна на 196 км від гирла.